# Пјонгчанг
Пјонгчанг (кореј. 평창군) је град и округ у Јужној Кореји, у покрајини Канвондо, у региону Корејских планина. Дом је бројних будистичких храмова, укључујући Вољеонгс. Удаљен је око 180 km од Сеула, главог града Јужне Кореје. Пјонгчанг је домаћин Зимских олимпијским игара 2018.

## Историја
Регионом Пјонгчанг управљала је династија Гогурје, током периода Три краљевства, који се тада звао Укохјен (кореј. 욱오현). Након што је династија Сила у седмом вијеку освојила друга два краљевства (Гогурје и Баекђе), преименована је у Баекојен (кореј. 백오현).
Након успостављања династије Гогује и покретања система 10 провинција, сјевер регона Пјонгчанг укључен је у Сакбангдо, док је југ укључен у Јангвангдо. Затим је био под контролом Вонџуа. Када је краљ Хјеонгјонг донио нови административни закон, исток је припао региону Донг-гјео, док је остатак укључен у регион Јангвангдо. Управник области је постављан од стране централне владе, док је независнст од Вонџуа стекао 1299.
Након што је династија Чосон дошла на власт и територија је подијељена на осам провинција, регион је укључен у провинцију Канвондо. Године 1895, укинут је систем осам провинција, успостављен је систем од 23, Пјонгчанг је укључен у Чунгбу провинцију. Следеће године успостављен је систем од 13 провинција, а Пјонгчанг је поново укључен у провинцију Канвондо.

## Географија
Надморска висина Пјонгчанга је широкоугаона, 84% територије укључује планине, са просјечном надморском висином 750 m.
Једно од најпознатијих насеља, Даеваленг-мјен, надморске је висине између 700 и 800 m, док су поједине области преко 1 000 m висине.

### Клима
Љета у Пјонгчангу су топла, под утицајем умјереноконтиненталне климе (Кепенова класификација климата: Dwb). Зиме су дуге и са доста снијега, док су љета релативно кратка.
Просјечне температуре у периоду од 2000 до 2010 су 7,0°C и то је мање од температура у провинцији Канвондо, гдје је просјечна температура 8,9°C. Годишње падавине у региону од 2000 до 2010 су 1.555,0 mm и веће су од падавина у Канвондоу, гдје су просјечне падавине 1.491,5 mm.
Најтоплији мјесеци су јул и август, док су јануар и фебруар најхладнији.
| Клима Даегвалјеон, Пјонгчанг (1981–2010, екстреми 1971–сада) | Клима Даегвалјеон, Пјонгчанг (1981–2010, екстреми 1971–сада) | Клима Даегвалјеон, Пјонгчанг (1981–2010, екстреми 1971–сада) | Клима Даегвалјеон, Пјонгчанг (1981–2010, екстреми 1971–сада) | Клима Даегвалјеон, Пјонгчанг (1981–2010, екстреми 1971–сада) | Клима Даегвалјеон, Пјонгчанг (1981–2010, екстреми 1971–сада) | Клима Даегвалјеон, Пјонгчанг (1981–2010, екстреми 1971–сада) | Клима Даегвалјеон, Пјонгчанг (1981–2010, екстреми 1971–сада) | Клима Даегвалјеон, Пјонгчанг (1981–2010, екстреми 1971–сада) | Клима Даегвалјеон, Пјонгчанг (1981–2010, екстреми 1971–сада) | Клима Даегвалјеон, Пјонгчанг (1981–2010, екстреми 1971–сада) | Клима Даегвалјеон, Пјонгчанг (1981–2010, екстреми 1971–сада) | Клима Даегвалјеон, Пјонгчанг (1981–2010, екстреми 1971–сада) | Клима Даегвалјеон, Пјонгчанг (1981–2010, екстреми 1971–сада) |
| Показатељ \ Месец                                            | .Јан.                                                        | .Феб.                                                        | .Мар.                                                        | .Апр.                                                        | .Мај.                                                        | .Јун.                                                        | .Јул.                                                        | .Авг.                                                        | .Сеп.                                                        | .Окт.                                                        | .Нов.                                                        | .Дец.                                                        | .Год.                                                        |
| ------------------------------------------------------------ | ------------------------------------------------------------ | ------------------------------------------------------------ | ------------------------------------------------------------ | ------------------------------------------------------------ | ------------------------------------------------------------ | ------------------------------------------------------------ | ------------------------------------------------------------ | ------------------------------------------------------------ | ------------------------------------------------------------ | ------------------------------------------------------------ | ------------------------------------------------------------ | ------------------------------------------------------------ | ------------------------------------------------------------ |
| Апсолутни максимум, °C (°F)                                  | 8,7 (47,7)                                                   | 16,5 (61,7)                                                  | 19,7 (67,5)                                                  | 30,1 (86,2)                                                  | 31,0 (87,8)                                                  | 32,3 (90,1)                                                  | 32,0 (89,6)                                                  | 32,7 (90,9)                                                  | 29,0 (84,2)                                                  | 24,7 (76,5)                                                  | 21,5 (70,7)                                                  | 13,5 (56,3)                                                  | 32,7 (90,9)                                                  |
| Максимум, °C (°F)                                            | −2,5 (27,5)                                                  | −0,4 (31,3)                                                  | 4,4 (39,9)                                                   | 12,9 (55,2)                                                  | 17,6 (63,7)                                                  | 20,5 (68,9)                                                  | 22,8 (73)                                                    | 22,8 (73)                                                    | 18,6 (65,5)                                                  | 14,0 (57,2)                                                  | 7,0 (44,6)                                                   | 0,5 (32,9)                                                   | 11,5 (52,7)                                                  |
| Просек, °C (°F)                                              | −7,7 (18,1)                                                  | −5,5 (22,1)                                                  | −0,5 (31,1)                                                  | 7,0 (44,6)                                                   | 11,9 (53,4)                                                  | 15,7 (60,3)                                                  | 19,1 (66,4)                                                  | 19,1 (66,4)                                                  | 14,1 (57,4)                                                  | 8,3 (46,9)                                                   | 1,3 (34,3)                                                   | −4,4 (24,1)                                                  | 6,6 (43,9)                                                   |
| Минимум, °C (°F)                                             | −12,6 (9,3)                                                  | −10,5 (13,1)                                                 | −5,2 (22,6)                                                  | 1,2 (34,2)                                                   | 6,3 (43,3)                                                   | 11,2 (52,2)                                                  | 16,0 (60,8)                                                  | 16,1 (61)                                                    | 10,0 (50)                                                    | 3,1 (37,6)                                                   | −2,8 (27)                                                    | −9,1 (15,6)                                                  | 2,0 (35,6)                                                   |
| Апсолутни минимум, °C (°F)                                   | −28,9 (−20)                                                  | −27,6 (−17,7)                                                | −23,0 (−9,4)                                                 | −14,6 (5,7)                                                  | −4,7 (23,5)                                                  | −1,7 (28,9)                                                  | 4,4 (39,9)                                                   | 3,3 (37,9)                                                   | −2,3 (27,9)                                                  | −9,9 (14,2)                                                  | −18,7 (−1,7)                                                 | −24,7 (−12,5)                                                | −28,9 (−20)                                                  |
| Количина падавина, mm (in)                                   | 62,6 (2,465)                                                 | 53,6 (2,11)                                                  | 75,6 (2,976)                                                 | 89,5 (3,524)                                                 | 122,3 (4,815)                                                | 201,0 (7,913)                                                | 326,7 (12,862)                                               | 420,9 (16,571)                                               | 307,3 (12,098)                                               | 124,9 (4,917)                                                | 76,9 (3,028)                                                 | 36,8 (1,449)                                                 | 1,898 (74,724)                                               |
| Дани са падавинама (≥ 0.1 mm)                                | 10,5                                                         | 10,5                                                         | 11,3                                                         | 9,5                                                          | 11,1                                                         | 13,2                                                         | 17,6                                                         | 17,8                                                         | 13,0                                                         | 8,7                                                          | 10,1                                                         | 9,4                                                          | 142,7                                                        |
| Дани са снегом                                               | 13,0                                                         | 11,8                                                         | 12,0                                                         | 3,3                                                          | 0,2                                                          | 0,0                                                          | 0,0                                                          | 0,0                                                          | 0,0                                                          | 0,8                                                          | 5,2                                                          | 10,9                                                         | 57,2                                                         |
| Релативна влажност, %                                        | 67,3                                                         | 67,0                                                         | 67,5                                                         | 61,0                                                         | 68,4                                                         | 79,2                                                         | 85,7                                                         | 87,0                                                         | 84,6                                                         | 75,2                                                         | 69,9                                                         | 67,3                                                         | 73,3                                                         |
| Сунчани сати — месечни просек                                | 197,2                                                        | 185,2                                                        | 202,3                                                        | 226,6                                                        | 229,4                                                        | 179,8                                                        | 138,1                                                        | 130,7                                                        | 143,9                                                        | 193,3                                                        | 176,4                                                        | 191,9                                                        | 2.194,8                                                      |
| Сунчано време — месечни проценти                             | 64,4                                                         | 60,8                                                         | 54,6                                                         | 57,4                                                         | 52,1                                                         | 40,7                                                         | 30,8                                                         | 31,0                                                         | 38,6                                                         | 55,5                                                         | 57,8                                                         | 64,3                                                         | 49,3                                                         |
| Извор: Метеоролошки завод Кореје (сунчани и снијежни дани)   |                                                              |                                                              |                                                              |                                                              |                                                              |                                                              |                                                              |                                                              |                                                              |                                                              |                                                              |                                                              |                                                              |

## Административна подјела
Округ Пјонгчанг подијељен је на истоимени град и седам мањих административних јединица.
|  | - Пјонгчанг - Сједиште округа - Бангним - Бонгпјонг - Даегвалјонг - Центар зимских спортова, домаћин Зимских олимпијских игара 2018. - Даева - Јинбу - Митан - Јонгпјонг |